# 台湾高速鉄道探索館
台湾高速鉄道探索館（繁体字中国語: 台灣高鐵探索館）は、中華民国（台湾）の桃園市中壢区にある、台湾高速鉄路公司によって設立された博物館である。現在の博物館は2017年1月5日に開館。先代の博物館は2004年8月15日に開館し、2006年10月31日に閉館した。また、2005年1月に開館し（台湾南部で巡回展を開催）、2006年7月中旬に閉館した「行動探索館」もあった。インターネットによる予約制で、入場料は無料。

## 歴史
2004年8月15日に開館した初代探索館は、新竹県竹北市の、当時建設中であった台湾高速鉄道新竹駅前にあり、台湾高速鉄道の開業前のPRの一環として整備された。展示の主なテーマは、台湾の高速鉄道の発展、建設方法、鉄道模型の走行シーン、各国の高速鉄道システムの紹介などであった。2006年10月31日、初代探索館は台湾高速鉄道の開通に際し、役目を終えて閉館した。
2017年1月5日、台湾高速鉄道開通10周年を記念して、桃園市中壢区の台湾高速鉄道桃園駅に隣接する場所に2代目となる現在の「台湾高速鉄道探索館」が開館した。開館セレモニーには当時の林全行政院長、鄭文燦桃園市長、賀陳旦交通部部長、胡湘麟交通部高速鉄路工程局局長らが出席した。